# أم الدم الأبهرية البطنية
أم الدم الأبهرية البطنية أو تمدد الأوعية الدموية الأبهري (Abdominal aortic aneurysm) هو حالة جسدية تتجلى بتضخم الشريان الأورطي البطني حين يتجاوز قطرها بأكثر من 50 في المئة من القطر الطبيعي. ما يقارب من 90 في المئة من تمدد الشريان الأورطي البطني تحدث تحت الكلى، ولكنها يمكن أيضا أن تحدث على مستوى الكلى أو فوق الكلى. يمكن أن تتمدد لتشمل الشريان الحرقفي في الحوض أو كليهما.
يحدث تمدد الشريان الأورطي البطني في الأشخاص الذين يبلغون ما بين 65 و 75 سنة وهو أكثر شيوعا بين الرجال والمدخنين. هذا التمدد لا يسبب أي أعراض، على الرغم من أنه يسبب أحيانا ألم في البطن والظهر (بسبب الضغط على الأنسجة المحيطة به)، أو في الساقين (بسبب اضطراب تدفق الدم). المضاعفات الرئيسية للتمدد الشريان الأورطي البطني هي التمزق، والتي يمكن أن يهدد الحياة حيث تتسرب كميات كبيرة من الدم إلى تجويف البطن، ويمكن ذلك أن يؤدي إلى الوفاة في غضون دقائق.
يجب معالجة حالات تمدد الأوعية الدموية ذات الأعراض الظاهرة وذات الحجم الكبير (أي أكبر من تلك التي يبلغ قطرها 5.5 سم) وذلك عن طريق الجراحة. هناك أدلة محدودة لدعم فحص الأفراد الذين لديهم عوامل الخطر لتمدد الشريان الأورطي البطني.

## التصنيف
وتنقسم عادة تمدد الأوعية الدموية البطني الأبهري وفقا لحجمها والأعراض. وعادة ما يتم تعريف تمدد الأوعية الدموية الأبهري بأن قطرها الخارجي أكثر من 3 سم (القطر الطبيعي للأبهر حوالي 2 سم). إذا كان القطر الخارجي يتجاوز 5.5 سم نعتبر أن تمدد الأوعية الدموية كبير.
وتشخيص تمزق التمدد ينطوى على وجود ثلاث أدلة هي: ألم في البطن ودخول المريض في صدمة أو وجود كتلة نبض في البطن. إذا كانت هذه الادلة موجودة هناك أي اجراءات اكلينيكية يجب أن تتخذ قبل التدخل الجراحى.

## العلامات والأعراض

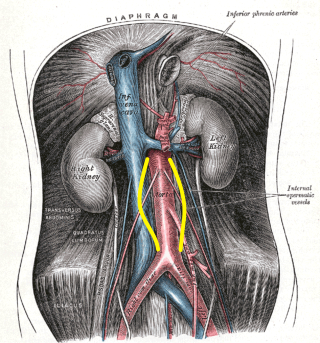
صفيحة من تشريح غراي مع الخطوط الصفراء موضحة للموقع الأكثر شيوعا (تحت الكلى)infrarenal لتمدد الشريان الأورطي البطني

الغالبية العظمى من تمدد الأوعية الدموية لا تظهر بأعراض. لكن يمكن لتمدد الشريان الأورطي البطني التوسع، وبالتالي فإنها قد تصبح مؤلمة وتؤدي إلى الإحساس النبض في البطن أو آلام في الصدر، وأسفل الظهر، أو كيس الصفن. يعتبر خطر تمزق تمدد الأوعية الدموية المصاحبة بالأعراض خطرا كبيرا، وبالتي يستدعي ذلك التدخل الجراحي. وتشمل المضاعفات تمزق وانسداد الأوعية الدموية الطرفية، انسداد الأبهري الحاد، و aortocaval (ناسور بين الشريان الأبهر والوريد الأجوف السفلي) أو ناسور بين الشريان الأورطي والإثنا عشر عند الفحص البدني يمكن ملاحظة كتلة محسوسة واضحة في البطن، في حالة تضيق الشرايين الحشوية أو الكلى يمكن سماع صوت غير تقليدي نتيجة جريان الدم من خلال هذه الشرايين.
المظاهر السؤيؤية لتمزق التمدد عادة ما تتضمن آلام مبرحة في الظهر، الخاصرة والبطن وأعلى الفخذ. النزيف عادة ما يؤدي إلى انخفاض ضغط الدم مع صدمة بسبب نقص حجم الدم، سرعة في ضربات القلب، زرقة، وتغيير الحالة العقلية. تصل نسبة وفيات تمزق التمدد إلى 90٪. ما بين 65 إلى 75 ٪ من المرضى يتوفون قبل وصولهم إلى المستشفى، و 90 ٪ قبل أن يصلوا إلى غرفة العمليات. ويمكن أن يكون النزيف خلف البريتون retroperitoneal أو داخل البريتون، ويمكن للتمزق إنشاء (ناسور بين الشريان الأورطي والأمعاء). ظهور كدمات على الخاصرة هو علامة على وجود نزيف خلف البريتون، ويسمى أيضا علامة غراي تيرنر..

## الأسباب
لا تزال الأسباب الحقيقية لهذه العملية غير واضحة. ولكن هناك بعض النظريات وبعض عوامل الخطر المحددة قد تؤدى إلى هذا النوع من التمدد:
- تدخين السجائر : أكثر من 90 ٪ من الأشخاص الذين اصيبوا بتمدد الشريان الأورطي البطني كانوا قد دخنوا في مرحلة ما من حياتهم.[8]
- التأثيرات الوراثية : تأثير العوامل الوراثية محتمل جدا. ارتفاع معدل الانتشار بسبب الوراثة يتجلى أكثر في الأفراد الذكور.[9] هناك العديد من النظريات حول الاضطرابات الوراثية التي يمكن أن تسبب ارتفاع عدد حالات تمدد الشريان الأورطي البطني بين الأفراد الذكور من الأسر المتأثرة. البعض ظن أن تأثير نقص 1 مضاد التربسين ألفا-1 (أحد الانزيمات) يمكن ان يكون هو السبب الحاسم، وبعض التجارب فضلت النظرية ان هذا المرض مرتبطبالكروموسوم X، الامر الذي يفسر انخفاض النسبة في الإناث. وهناك نظريات أخرى للمسببات الوراثية قد تم أيضا صياغتها.[5] وايضا الاضطرابات المرتبطة بالنسيج الضام مثل: متلازمة مارفان، متلازمة إيهلرز دانلوس تم الربط بينها وبين حدوث تمدد الشريان الأورطي البطني.[7] الانتكاس لألتهاب الغضاريف والورم الأصفر الكاذب المرن قد يسببا التمدد للأوعية الدموية الأبهرى الباطنى.[10]
- تصلب الشرايين : التمدد كان يعتبر لفترة طويلة انه يحدث بسبب تصلب الشرايين، وذلك لأن جدران التمدد غالبا ما كانت متأثرة بشكل كبير. ولكن هذه النظرية لا يمكن استخدامها لشرح الخلل الأولى ونشوء الانسداد، الذي يتم ملاحظته في هذه العملية.[5]
- أسباب أخرى : هناك أسباب أخرى لتطوير التمدد مثل العدوى، والجروح، والتهاب الشرايين.

## الفيزيولوجيا المرضية

مخطط اضطرابات الدم داخل الشريان الأورطي البطني. وتعطل التدفق في التقاطع مع الشرايين الكلوية.

أكثر ما نشاهد أهم التغيرات التشريحية المرضية للشريان الأبهر المتمدد في الغلالة الوسطانية والغلالة الباطنية. وتشمل هذه التغيرات تراكم الدهون في الخلايا الرغوية، جزيئات الكوليسترول البلورية خارج الخلية، إلى جانب تكلس وتخثر وتقرحات وتصدعات في الطبقات. هناك التهابات متخللة الطبقة الخارجية من الشريان. ومع ذلك، فإنه يبدو لإن تدهورالغلالة الوسطانية عن طريق عملية التحلل للبروتين هي الآلية الفسيولوجية المرضية الأساسية لحدوث تمدد الشريان الأورطي البطني. بعض الباحثين ابلغوا عن زيادة التعبير والنشاط الفلزي في الأفراد الذين يعانون من تمدد الشريان الأورطي البطني. وهذا يؤدي إلى القضاء على الإيلاستين من الغلالة الوسطية، مما يجعل الجدار الأبهري أكثر عرضة لتأثير ضغط الدم. وهناك أيضا انخفاض عدد الأوعية الدموية المغذية للشريان الأورطي البطني (مقارنة بالأورطي الصدري)، وبالتالي فإن الغلالة الوسطانية يجب أن تعتمد في معظمها على خاصية الانتشار (التخلل) للتغذية مما يجعله عرضة للضرر على نحو متزايد. كما أن دينامكية الدم تؤثر على نشوء تمدد الشريان الأورطي البطني للذي لديه predilection ميل إلى الشريان الأورطي تحت الكلى. البنية النسيجية والخصائص الميكانيكية للشريان الأورطي تحت الكلى تختلف عن تلك الخاصة بالشريان الأورطي الصدري. القطر يصغر انطلاقا من المنشأ وصولا إلى التشعب، وجدار الشريان الأورطي البطني يحتوي أيضا على نسبة أقل من الإيلاستين. وبالتالى فإن القوة الميكانكية للشريان الأورطي البطني تعتبر أعلى من تلك الخاصة بالشريان الأورطي الصدرى. وأيضا المرونة والقدرة على الإقلال من اتساع تنخفض مع التقدم في السن، وذلك يمكن أن يؤدي إلى توسع تدريجي لجزء من الشريان. الضغط العالي داخل الشريان في المرضى الذين يعانون من ارتفاع ضغط الدم الشرياني يسهم بشكل ملحوظ في تطور العملية المرضية.

## التشخيص

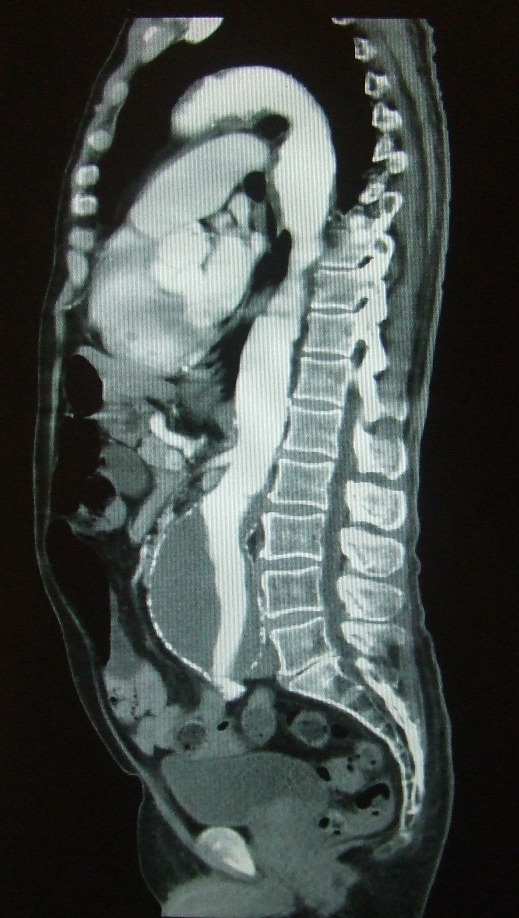
صورة للمستوى السهمى لتمدد الشريان الأورطي البطني.

يشخص تمدد الشريان الأبهري البطني عادة بواسطة فحص بدني، أو بمسح الموجات فوق الصوتية، أو بالتصوير المقطعي. قد تظهر صور أشعة البطن الخطوط العريضة لتمدد الأوعية الدموية عندما تكون جدرانه متكلسة. وهذا هو الحال في أقل من نصف حالات تمدد الأوعية الدموية. يستخدم التصوير بالموجات فوق الصوتية للكشف عن تمدد الأوعية الدموية وتحديد حجم أي من الموجود. بالإضافة إلى ذلك، يمكن الكشف عن السائل البريتوني وهي من الوسائل الغير تداخلية وذات حساسية عالية، ولكن وجود الغازات في الأمعاء أو وجود السمنة قد يحد من فائدتها. الاشعة المقطعية ذو حساسية لاكتشاف تمدد الأوعية الدموية ما يقرب من 100 ٪ ومفيد أيضا في التخطيط السابق للجراحة، تفاصيل التشريح وتركيب جسم المريض وإمكانية إصلاح الأوعية الدموية من الداخل. في حالة تمزق التمددالمشتبه به، فإن يمكنه أيضا الكشف عن السوائل خلف البريتون. بدائل قليلا ما تستخدم كأساليب التصوير لتمدد الأوعية الدموية وتشمل التصوير بالرنين المغناطيسي وتصوير الأوعية.

## الفحص الكشفي
والمبدأ التوجيهي للممارسة الاكلينكية من قبل الولايات المتحدة فرقة الخدمات الوقائية «توصي بفحص تمدد الشريان الاورطي البطني بواسطة الموجات فوق الصوتية مرة واحدة في الرجال سن 65-75 عاما والذين كانوا يدخنون في أي وقت مضى». إعادة تحليل لتحليل ميتاقدرت ما يوازى 850 مريض يجب أن يتم فحصهم.
من أكبر التجارب العشوائية ذات الشواهد، التي استند عليها هذا المبدأ التوجيهى، قد درست برنامج للفحص يتألف من:
فحص الرجال الذين تتراوح أعمارهم 65-74 سنة (لا يقتصر على المدخنين في أي وقت مضى). 'الرجال الذين يعانون من تمدد الشريان الأورطي البطني (> أو = 3 سم وقطرها) تم الكشف عنها ومتابعتها وإعادة فحص المرضى مع قطر الأبهري من 3.0 -4.4 سم على فترات سنوية، في حين أن تلك التي يبلغ قطرهاالأبهري من 5.4 - 4.5 سم تم إعادة فحصهم كل 3 شهور، واعتبرت الجراحة أحد الأساليب العلاجية الفعالة للمرضى ذى معايير محددة (> قطرها 5.5 سم = أو>، أو زيادة القطر = 1 سم في السنة، والأعراض).
وذكرت هذه التجربة على المدى القصير (الرقم المطلوب للفحص بعد 4 سنوات وهو حوالي 590 لمنع تمزق التمدد الغير مميت بالإضافة إلى الوفيات المرتبطة بتمدد الشريان الأورطي البطني) والمدى البعيد  (العدد المطلوب للفحص بعد 7 سنوات وهو ما يقرب من 280 لمنع تمزق الغير مميت لتمدد الشريان الأورطي الباطنى بالإضافة إلى الوفيات ذات الصلة بالتمدد) الفائدة وتكاليف فاعليتها. أيضا بعض التجارب العشوائية ذات الشواهد اللاحقة وجدت فائدة:
- هناك حاجة إلى فحص عدد من المرضى وهو 300 بعد 4 سنوات [20]
- هناك حاجة إلى فحص عدد من المرضى وهو 563 بعد 7 سنوات) حساب).[21]

ومنذ عام 2007، يوفر قانون SAAAVE تصوير إشعاعي صوتي ولمرة واحدة للمسنبن الذين يتوفر بهم شروط معينة. وكذلك يتوفر المسح المجاني للأفراد الذين دخنوا 100 أو أكثر في حياتهم ولجميع الأشخاص اقرياء لمن شخص بالمرض. على المؤضى زيارة طبيبهم خلال فترة 6 أشهر من الاشتراك بالتأمين الصحي فيما يعرف «بأهلا في ميديكير» (Welcome to Medicare) ليحق لهم بالفحص. ولكن لا يوجد أي حد زمني بعد ذلك لاستكمال الفحص.

## التدبير العلاجي
خيارات العلاج لتمدد الشريان الأورطي البطني الغير مصاحب بأعراض هي تعامل تحفظي والمراقبة بغية الإصلاح في نهاية المطاف، أوإصلاح فوري. يوجد حاليا طريقتين متاحة لإصلاح التمدد: إصلاحه بفتح تمدد الشريان أو إصلاح الشريان من الداخل. وأوصى في كثير من الأحيان بالتدخل إذاكان تمدد الأوعية الدموية ينمو أكثر من 1 سم في السنة، أو أنه أكبر من 5.5 سم. وأيضا يستدعى إصلاحه إذا كان التمدد مصاحب بأعراض.

### التعامل التحفظى
التعامل التحفظى يستدعى استعماله مع المرضى الذين ينطوي إصلاح التمدد لديهم على خطورة عالية للوفاة ومع المرضى عندما يكون إصلاح التمدد لديهم غالبا لن يحسن متوسط العمر المتوقع. وتعتبر الدعامة الأساسية للعلاج التحفظى هي التوقف عن التدخين.
ويلجاء إلى المراقبة للتمدد الغير مصاحب بأعراض وذو حجم صغير (أقل من 5.5 سم) أو في حال كان خطر إصلاحه يزيد عن خطر التمزق. ومع زيادة حجم قطر التمدد يزيد بالتالى خطر التمزق. والرصد، لم يثبت وجود خطر أكبر حتى يصل التمدد إلى قطر 5.5 سم، بالمقارنة مع التدخل المبكر.

### الأدوية
لا يوجد علاج طبي فعال في خفض معدل النمو أو معدل تمزق التمدد الغير مصاحب بأعراض، ولكن ينبغي أن يتم التعامل مع نسبة الدهون وضغط الدممثل أي حالة تصلب الشرايين. وأشارت الدراسات للآثار الوقائية المحتملة للعلاج مع مثبط الانزيم المحول للأنجيوتنسين، محصرات المستقبلات بيتا، والاستاتين.

### الجراحة
إن الجراحة الخاصة بتمدد الشريان الأورطي البطني يطلق عليها مسمى جراحة أو إصلاح التمدد. ان عتبة الإصلاح تختلف قليلا من فرد إلى آخر، اعتمادا على التقدير بين المخاطر والمنافع عند المقارنة بين الإصلاح مقابل المراقبة المستمرة. ان حجم الشريان الأورطي الأصلى للفرد قد يؤثر على ذلك، مع وجود تعدد الأمراض التي تزيد من خطر الجراحة أو انخفاض متوسط العمر المتوقع.
الإصلاح بالفتح
الإصلاح بالفتح يشار به في المرضى الصغار كإجراء باختيار المريض، أو في التمدد الكبير أو ذو الحجم المتزايد أو في تمزق التمدد المصاحب بأعراض. وكان هذا التدخل الجراحي الرئيسي المستخدم من 1950s حتى تم تطوير إجراءات أخرى متقدمة.
إصلاح التمدد من داخل الأوعية الدمية

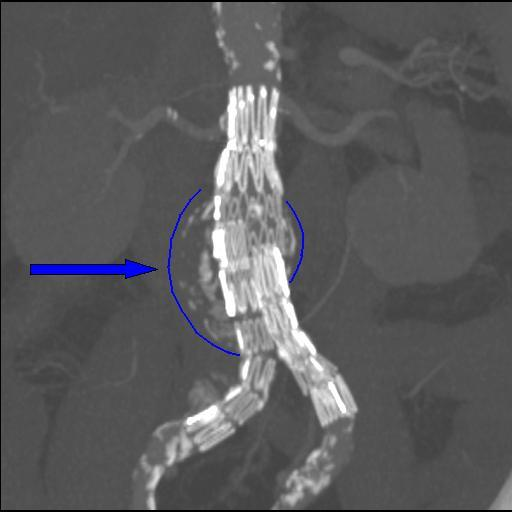
استبدال في الشريان الأورطي البطني، والاشعة المقطعية، تمدد الأوعية الدموية الأصلي ملحوظ بالأزرق.

إصلاح الأوعية الدموية من الداخل أصبح متاحا في 1990s وعلى الرغم من أنها الآن بديلا للإصلاح بالفتح، فإنه لا يزال يتعين أن يتم تحديد دورها بوضوح. ويتم التوصية باستخدامه عموما في المرضى كبار السن، والمعرضون للخطر أو المرضى الغير صالحين للإصلاح بالفتح. ومع ذلك، إصلاح التمدد من الداخل هو ممكن لنسبة لجزء معين فقط من تمدد الشريان الأورطي البطني، اعتمادا على شكل التمدد. المزايا الرئيسية عن الإصلاح بالفتح هي أن هناك وفيات أقل متعلقة بالعملية الجراحية، ووقتا أقل في العناية المركزة، ووقتا أقل في المستشفى بشكل عام والعودة لنشاطه المعتاد في وقت أسرع. مساوئ إصلاح الأوعية الدموية من الداخل تشمل الحاجة إلى متابعة مستمرة مع المستشفى، وارتفاع فرصة للمزيد من الإجراءات المطلوب القيام بها. ووفقا لآخر الدراسات، وإجراء EVAR (إصلاح التمدد من داخل الأوعية الدموية) لا تتميز بأي فائدة بالمقارنة بالإصلاح بالفتح من ناحية متوسط البقاء على قيد الحياة أو بجودة الحياة الصحية، على الرغم من أن معدل الوفيات ذات الصلة بالتمدد يعتبر أقل. في المرضى الغير صالحين للإصلاح بالفتح،EVAR (الإصلاح من داخل الأوعية الدمية) بالإضافة إلى التعامل التحفظى لم كان مرتبطا بأي فائدة، والمضاعفات أصبحت أكثر، كذلك الإجراءات وايضارتفاع التكاليف مقارنة بالتعامل التحفظى وحده. إصلاح تمدد الأوعية الدموية من الداخل يعتبر أيضا ممكنا للتمدد نظير التفاخري (paraanastomotic) بعد استبناء الشريان.

## التكهن بسير المرض
| ااا الحجم (سم) | معدل النمو (الطول / سنة) | خطر تمزق السنوي (٪) |
| -------------- | ------------------------ | ------------------- |
| 3,0-3,9        | 0.39                     | 0                   |
| 4,0-4,9        | 0.36                     | 0,5-5               |
| 5,0-5,9        | +0,43                    | 3-15                |
| 6,0-6,9        | 0.64                     | 10-20               |
| > = 7.0        | --                       | 20-50               |

على الرغم من أن معيار التحديد الحالي لخطر التمزق يستند إلى الحجم الأقصى للقطر، والمعروف ايضاأن أصغر تمدد للشريان الأورطي البطني الذي يندرج تحت هذا الحجم (قطر <5.5 سم) قد يتمزق أيضا، وأكبر تمدد (قطر> 5.5 سم) قد يظل مستقر. في أحد التقارير، تبين أن 10 - 24 ٪ من تمزق التمدد كان ذلك التمدد اقل من 5 سم في القطر. وأفيد أيضا أن 473 من حالات تمدد الشريان الأورطي البطني، الذي لم يتم إصلاحه، درست من تقارير التشريح، كانت هناك 118 حالة منها حالات التمزق، 13 ٪ منها أقل من 5 سم في القطر. هذا كما أظهرت الدراسة أن 60 ٪ من تمدد الشريان الأورطي البطني الذين يبلغ حجمهم أكبر من 5 سم (بما في ذلك 54 ٪ من ذلك التمددبين 7.1 و 10 سم) لم يحدث لهم أي تمزق. [بحاجة لمصدر] فورب استخلص في وقت لاحق من نتائج دارلنغ أنه إذا تم اتباع معيار الحد الأقصى لقطر التمدد مع ال473 مرضى، سنجد أن 7 ٪ من الحالات أي (34/473)قد تعرض إلى تمزق قبل التدخل الجراحي وكان قطر التمدد أقل من 5 سم، ومع 25 ٪ أي (116/473) من الحالات تخضع لعملية جراحية لا لزوم لها لأن هذا التمدد كان من الممكن الا يتمزق مطلقا.
وقد تم ذكر أساليب بديلة لتقييم التمزق (سيحدث أم لا) في الآونة الأخيرة. معظم هذه الطرق تشمل التحليل العددي للتمدد باستخدام تقنية الهندسة المشتركة بطريقة العناصر المحدودة (FEM) لتحديد توزيع الضغط والإجهاد على الجدار. وقد أظهرت التقارير الأخيرة أنه تم تحديد توزيع الجهد لربط الهندسة الشاملة للتمدد بدلا من أقصى حجم للقطر وحده. ومن المعروف أيضا أن الجهد على الجدار وحده لا يحتوى التمدد تماما ففى النهاية سوف يتمزق التمدد عندما يتجاوز الضغط والجهد قوة الجدار. في ضوء هذا، فإن تقييم التمزق قد يكون أكثر دقة إذا تم إضافة كل من الإجهاد على جدار المريض جنبا إلى جنب قوة جدار مريض. هناك طريقة يمكن من خلالها تحديد قوة الجدار للمريض قد تم الإعلان عنها مؤخرا وتلك الطريقة بدون اختراق  مع اتباع نهج أكثر تقليدية بالنسبة لتحديد القوة عن طريق اختبار الشد الذي يقوم بها غيرهم من الباحثين في المجال. بعض من الأساليب المقترحة مؤخرا لتقييم مخاطر التمزق تشمل: إجهاد جدار تمدد الشريان الأورطي البطني؛  معدل توسع التمدد؛  درجة التباين؛  وجود خثرة intraluminal (ILT)(داخل الشريان)؛  مؤشر احتمال التمزق (معهد سياسة البحث)؛  تحليل العناصر المحدودة كمؤشر للتمزق (FEARI)  عوامل النشاط الحيوي إلى جانب تحليل الكمبيوتر؛  نمو ILT (الخثرة بداخل الشريان)؛  العوامل الهندسية للتمدد؛ ، وكذلك وسيلة لتحديد النمو وتمزق التمدد على أساس نماذج رياضية.
معدل وفيات ما بعد عملبات تمدد الشريان الأورطي المتمزق انخفض ببطءعلى مدى عدة عقود لكنه لا يزال أعلى من 40٪. وإذا تم أصلاح التمدد جراحيا من قبل التمزق فإن معدل وفيات ما بعد الجراحة أقل بكثير.. تقريبا حوالي 1-6 ٪.

## علم الأوبئة
وقوع تمدد الشريان الأورطي البطني يختلف بشكل ملحوظ باختلاف العرق. في المملكة المتحدة نسبة التمدد في القوقازيين وكبار السن من الرجال 65 سنة حوالي 4.7 ٪، في حين أن نسبة الرجال في آسيا تقريبا 0.45 ٪. كما أنه من غير المألوف وقوعه في الأفراد من أفريقيا، والأفراد من اصل أسباني. [بحاجة لمصدر]
وهناك 15000 حالة وفاة سنوية في الولايات المتحدة نتيجة لتمزق التمدد. وإن تردد الحدوث يختلف بشدة بين الذكور والإناث. حالات الذروة تكون بين الذكور نحو 70 سنة من العمر، والانتشار بين الذكور الذين يبلغوا أكثر من 60 عاما يبلغ 2-6 ٪. وتردد الحدوث أعلى بكثير لدى المدخنين من غير المدخنين بنسبة (8:1)، وتنخفض النسبة تدريجيا بعد التوقف عن التدخين. عوامل الخطر الأخرى تشمل ارتفاع ضغط الدم وان المريض ذكر. اما في الولايات المتحدة، فإن حالات تمدد الشريان الأورطي البطني تكون بنسبة 2-4 ٪ من السكان البالغين. إن التمدد يعتبر من 4-6 مرات أكثر شيوعا في الأقارب الذكور للمريض، مع نسبة خطر 20-30 ٪.
ان تمزق التمدد يحدث في 1-3 ٪ من الرجال الذين تتراوح أعمارهم بين 65 عاما أو أكثر، ويعتبر معدل وفيات 70-95 ٪.

## تاريخها
أول السجلات التاريخية عن تمدد الشريان الأورطي البطني هي من روما القديمة في القرن 2 م، عندما حاول اليوناني Antyllus الجراح إجراء جراحة لعلاج التمدد مع ضمدبعيدة وقريبة، شق مركزى وإزالة المواد الخثارية (المتجلطة) من التمدد.
و لكن محاولات علاج التمدد لم تكن ناجحة جراحيا حتى عام 1923. في تلك السنة، رودولف ماتاس (الذي اقترح أيضا مفهوم endoaneurysmorrhaphy)، تنفيذ أول عملية ربط الشريان الأورطي الناجحة على الإنسان. بعض الوسائل الأخرى التي كانت ناجحة في علاج التمدد شملت لف الشريان الأورطي بالسيلوفان البولي ايثيلين، والذي يحفزالتليف ويقيد نمو التمدد. اجريت عملية جراحية من قبل نيسن رودولف على ألبرت أينشتاين مع استخدام هذه التقنية في عام 1949، وقد عاش لخمس سنوات بعد العملية. تم تنفيذ أول إصلاح للتمدد من الداخل الأوعية الدموية في أواخر 1980s، واعتمد عليه بنطاق واسع في العقود اللاحقة.

## البحث

### تقييم المخاطر ونماذج تجريبية
وكانت هناك دعوات كثيرة لنهج بديلة لتقييم مخاطر التمزق على مدى عدد من السنوات الماضية، مع العديد من الاعتقادات بأن النهج القائم على الميكانيكا الحيوية قد يكون أكثر ملاءمة من نهج قطر المستخدم حاليا. النماذج العددية تعتبر أداة قيمة للباحثين حيث تسمح لهم بقياس الإجهاد التقريبي على جدار التمدد، وبذلك تكشف احتمال تمزق التمدد. يوجد نماذج تجريبية مطلوبة للتحقق من صحة هذه النتائج العددية، وتوفير نظرة ثاقبة أخرى في سلوك النشاط الميكانيكى الحيوى للتمدد. من داخل التمدد سنجد مجموعة متفاوتة من قوة الموادمن مناطق ضعيفة تعانى من قلة الأكسجين إلى مناطق أقوى بكثير ومناطق تكلسات. الآن يمكن أن تصنع نماذج تجريبية باستخدام تقنية جديدة تنطوي على حقن وصب الشمع المريض لتصنيع تمدد مقلد محدد للمريض، ويكون تشريحيا صحيح. وقد تركز العمل أيضا على تطوير مواد متناظرة واقعية أكثر لتلك الموجودة في الجسم الحي، ومؤخرا تم إنشاء مجموعة جديدة من مطاط السيليكون، يسمح بتنوع خواص المواد المختلفة من التمدد لتكون ممثلة بدقة أكثر. ويمكن لهذه النماذجل المطاطية أن يتم استخدامها في مجموعة متنوعة من الاختبارات التجريبية من تحليل الإجهاد باستخدام أسلوب photoelastic  لتحديد ما إذا كانت مواقع التمزق تجريبيا تتفق مع تلك التي تم التنبأ بها حسابيا. ز يتم تطوير وتصنيع أجهزة جديدة حاليا حتي تكون قادرة على معالجة هيكل أكثر تعقيدا وأكثر تعرجا وذلك العلاج يكون من داخل الوعاء الدموى.

### الوقاية والعلاج
هناك دراسة حديثة على الحيوانات نشرت في مجلة نيتشر (الطبيعة) الطبية تظهر أن إزالة البروتين وحيد يحول دون تلف مبكر في الأوعية الدموية نتيجة لتحفيز خطوة لاحقة، في كثير من الأحيان تكون مضاعفات مميتة من تصلب الشرايين. عن طريق القضاء على جين لبروتين يسمى يشيرA cyclophilin سيكلوفياين ألف (CypA) من سلالة من الفئران، وعن طريق ذلك تمكن الباحثون من توفير الحماية الكاملة ضد تمدد الشريان الأورطي البطني.
وأبحاث أخرى مؤخرا نشرت في المجلة الأمريكية لعلم الأمراض وحددت B Granzyme جرانزايم باء (أنزيم يكسر البروتين) ليكون هدفا محتملا في علاج تمدد تمدد الشريان الأورطي البطني. إن القضاء على هذا الإنزيم في الفئران التجارب على وجه التحديدقد أدى إلى كل من الإبطاء من تقدم وتطور التمدد وتحسين فرص الحياة.
مع التطورات الأخيرة في مجال بحوث تمدد الشريان الأورطي البطني، إلى جانب زيادة التعاون بين الأطباء والمهندسين، والبحث في المستقبلى في التنبؤ بتمزق التمدد، وعلاجه فإنه يبدو أننا في موقف قوي لمكافحة ما هو يحتل حاليا المركز ال13 في أسباب الوفيات في الولايات المتحدة والسبب ال10 الرئيسي للوفاة في الرجال فوق سن 55 عاما.

## معرض الصور

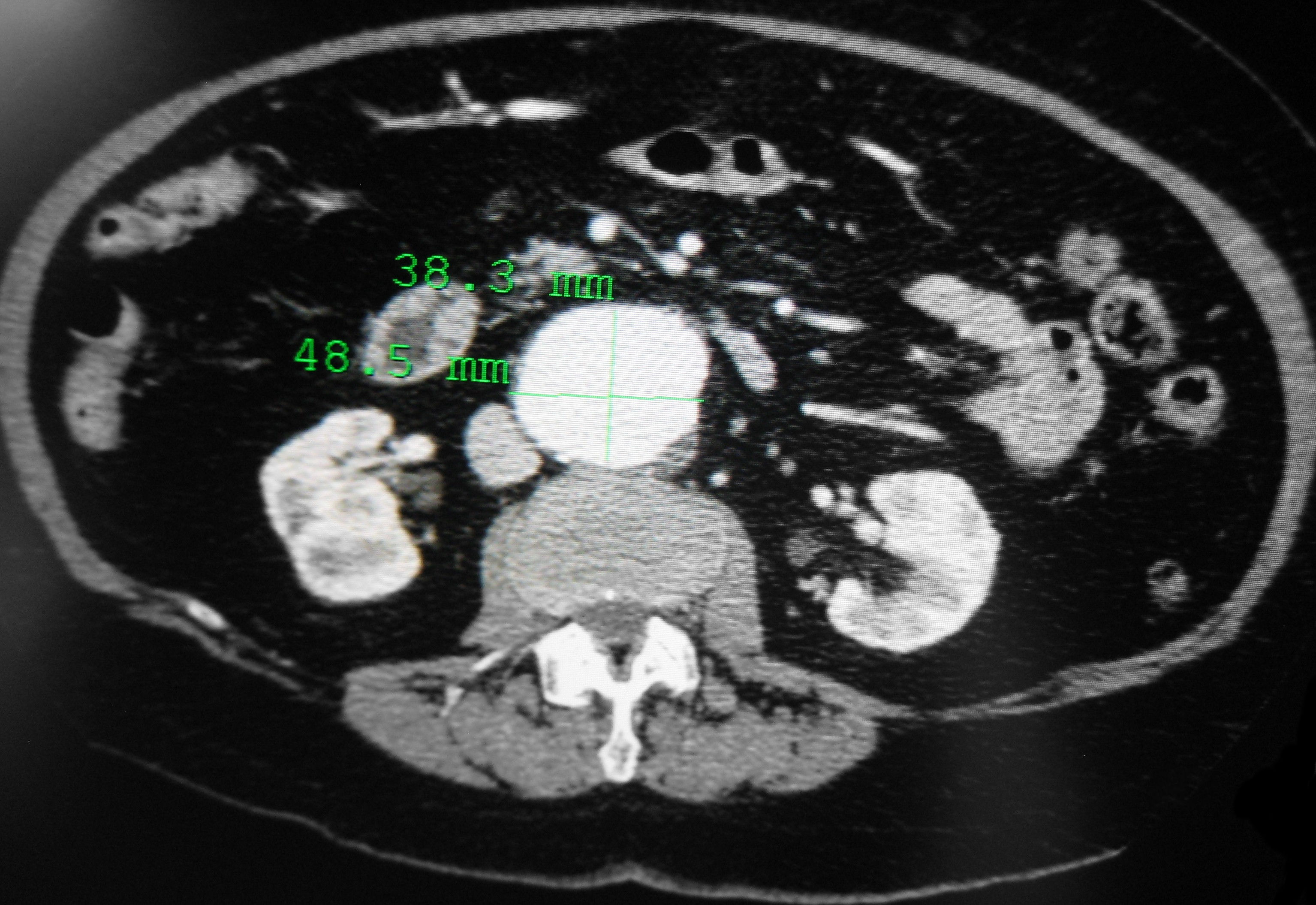
تعزيز الاشعة المقطعية يدل على وجود تمدد الشريان الأورطي البطني ب4.8 بنسبة 3.8 سم
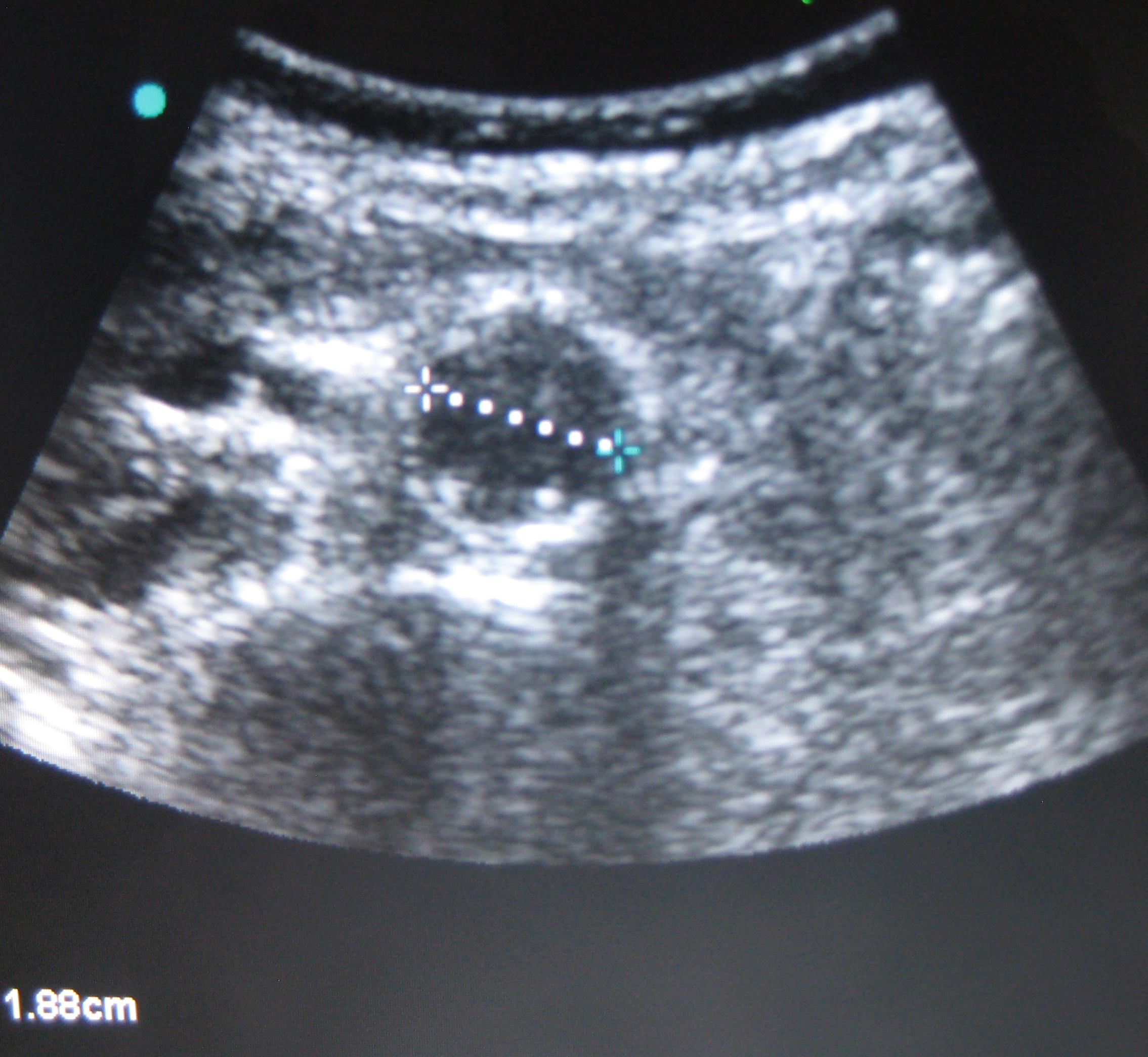
الموجات فوق الصوتية لشريان أورطي بطني طبيعي قياس 1.9 سم في القطر.